# Блумарт, Абрахам
Абрахам Блумарт (нидерл. Abraham Bloemaert; 25 декабря 1564, Горинхем, Голландия — 27 января 1651, Утрехт) — нидерландский живописец, рисовальщик и гравёр периода Золотого века голландской живописи. Караваджист.

## Биография
Абрахам (Авраам) Блумарт был сыном архитектора и скульптора Корнелиса Блумарта Первого (ок. 1540—1593), который перевёз свою семью в Утрехт в 1575 году. До отъезда Авраам был учеником Геррита Сплинтера (ученика Франса Флориса) и Йооса де Бира.
После короткого периода самостоятельного изучения живописи антверпенских маньеристов Абрахам Блумарт соприкоснулся с фламандской живописью романиста Антуана ван Блокландта, сформировавшейся на римско-пармской основе.
Затем Абрахам Блумарт продолжил совершенствовать своё мастерство в Утрехте и в течение трёх лет в Париже (1581—1583), обучаясь в том числе шесть недель у Жана Бассо (возможно, Жана Кузена Младшего), а затем у мэтра Эрри. Во время пребывания в школе Фонтенбло он многое усвоил у своего соотечественника Иеронима Франкена. Абрахам вернулся в Утрехт в 1583 году, незадолго до начала французских религиозных войн, которые уничтожили большую часть работ в замке Фонтенбло.
Когда его отец в 1591 году был назначен городским архитектором (Stads-bouwmeester) в Амстердаме Абрахам его сопровождал, а после смерти отца в 1593 году вернулся в Утрехт, где открыл мастерскую и в 1594 году стал «деканом» гильдии шорников (в те годы нидерландские художники ещё не имели собственной гильдии Святого Луки).
Абрахам Блумарт писал картины на мифологические, библейские, исторические и аллегорические сюжеты. Его гибкость позволяла ему примыкать сначала к маньеризму, затем к академизму и, наконец, приблизиться к караваджизму. В его произведениях религиозные или мифологические персонажи играют подчинённую роль. Сельская жизнь (пастораль) оставалась любимым жанром Блумарта. Объединив в своём творчестве традиции голландской и фламандской живописных школ, он писал картины на исторические темы, портреты, бытовые сцены и пейзажи.
В 1592 году в Утрехте он женился на Юдит ван Шоненбурх, от которой у него не было детей. Жена умерла в 1599 году. В 1600 году Блумарт снова женился на Херарде де Рой; пара родила восьмерых детей. В 1597 году Абрахам стал гражданином Амстердама; с 1611 года работал в Утрехте, где (предположительно) проживал вплоть до своей смерти.
В 1611 году вместе с двумя другими ведущими художниками Утрехта, Иоахимом Эйтевалом и Паулюсом Морелсе, Абрахам Блумарт одним из основателей Утрехтской гильдии живописцев Святого Луки (St Lucas-Gilde). Многие картины Блумарту заказывали католические общины Утрехта, в связи с чем он испытал воздействие искусства утрехтских караваджистов.
Блумарт оказал большое влияние на развитие голландской живописи. Среди его многочисленных учеников были Ян Бот с братом Андрисом, Якоб Кейп, его сын Альберт Кейп, Ян Баптист Веникс и Николаус Кнюпфер, романист Корнелис ван Пуленбург, караваджист Хендрик Тербрюгген.
Среди его учеников были четверо его сыновей: Хендрик, Адриан, Корнелис Второй и Фредерик. Они продолжили семейную традицию: Хендрик и Адриан стали живописцами, утрехтскими караваджистами; Корнелис и Фредерик занимались преимущественно гравюрой.
В Санкт-Петербургском Эрмитаже имеется шесть картин Абрахама Блумарта, а также три картины Адриана и одна Хендрика Блумарта.

## Галерея

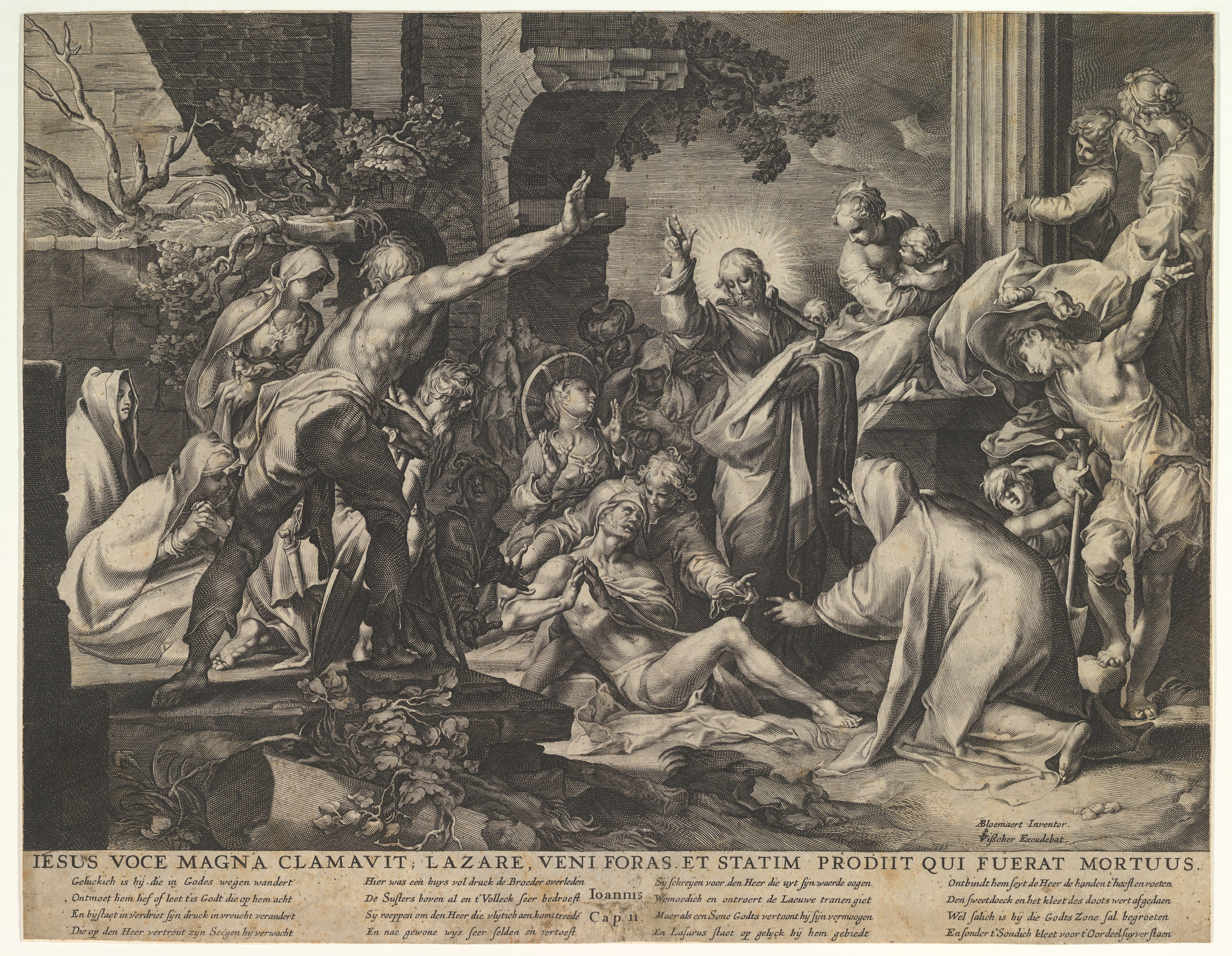
Воскрешение Лазаря. Офорт
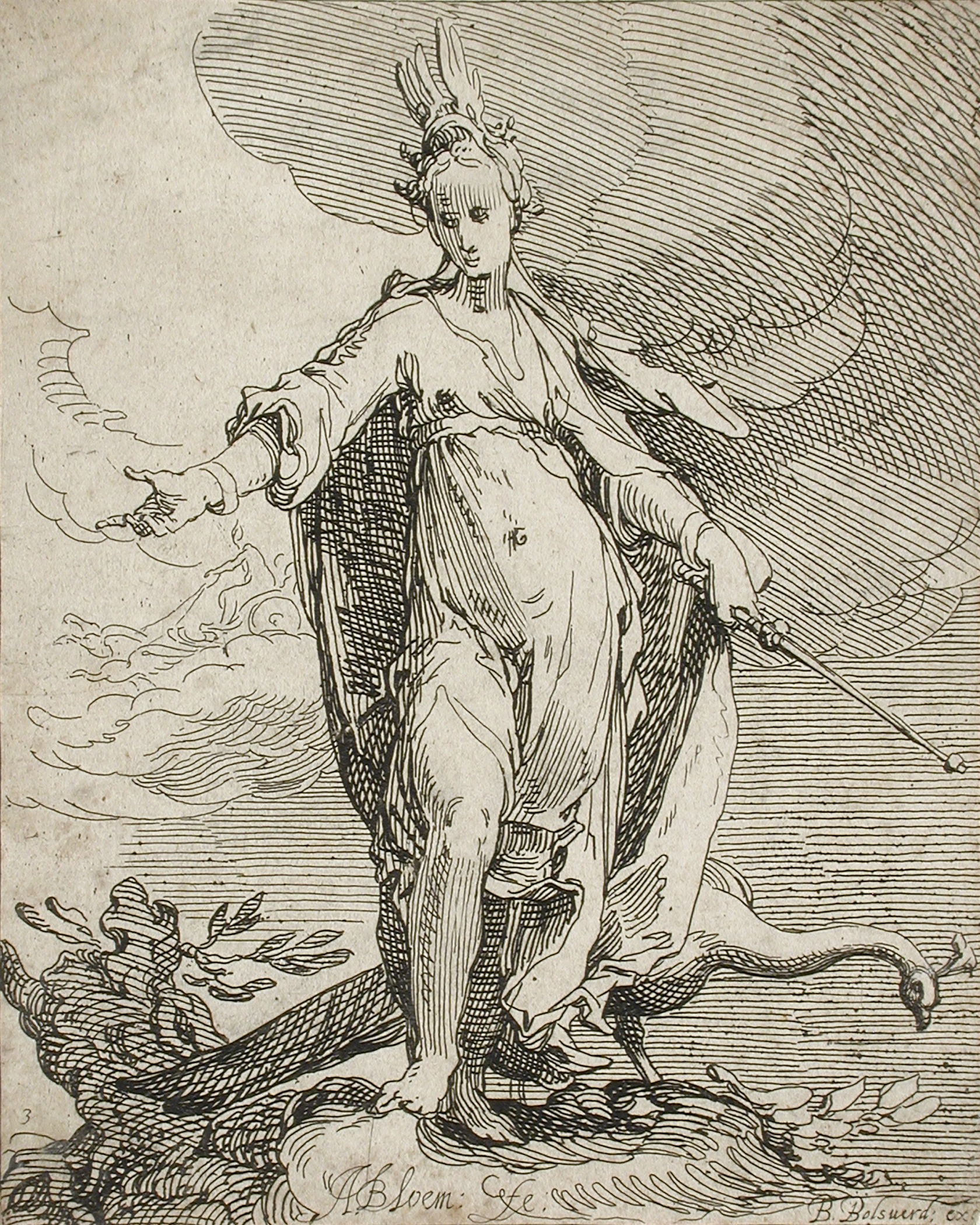
Юнона. 1610. Офорт
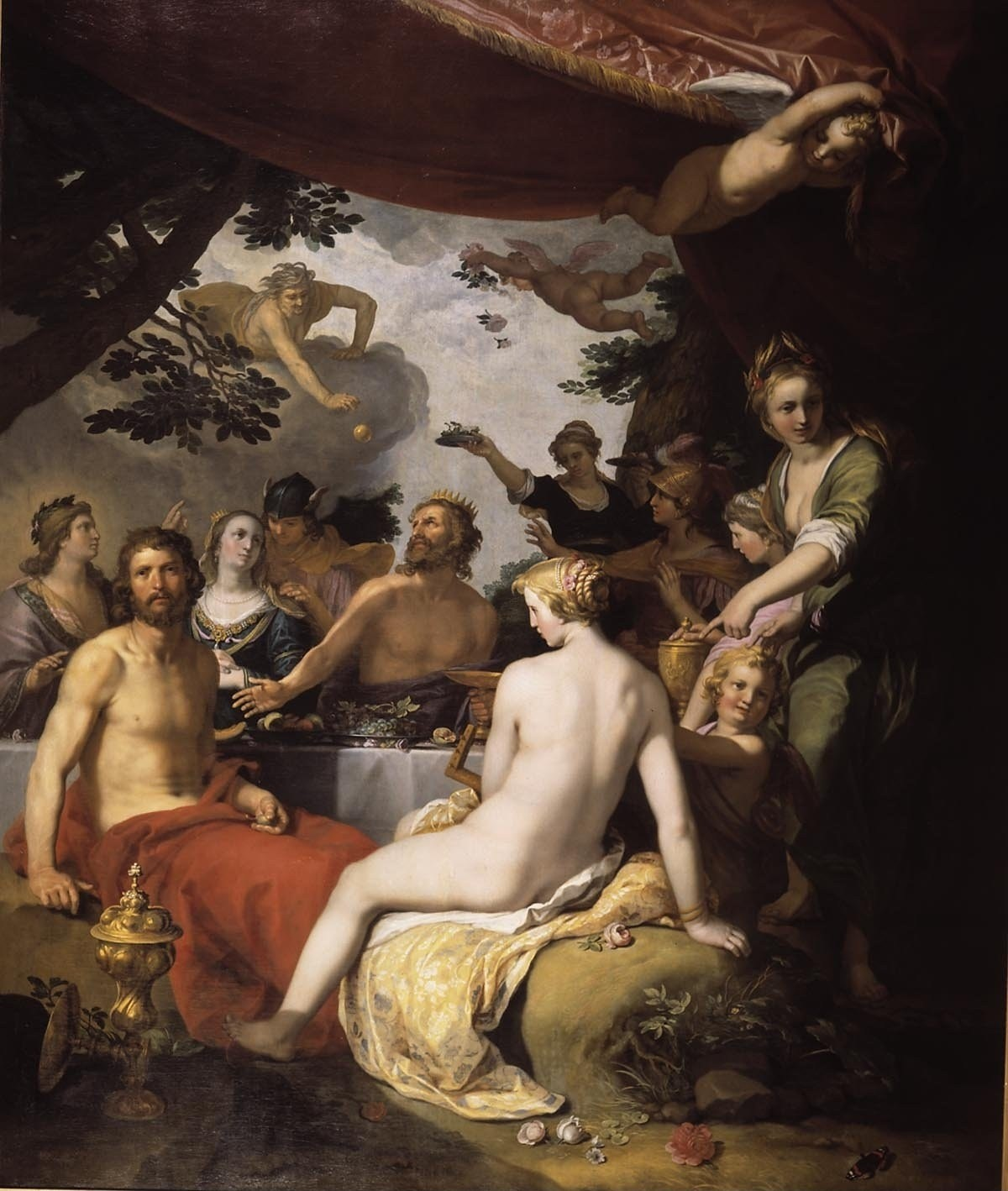
Пир богов на свадьбе Пелея и Фетиды. 1638. Холст, масло. Маурицхёйс, Гаага
Пейзаж с проповедующим Иоанном Крестителем. Ок. 1660. Холст, масло. Рейксмюсеум, Амстердам
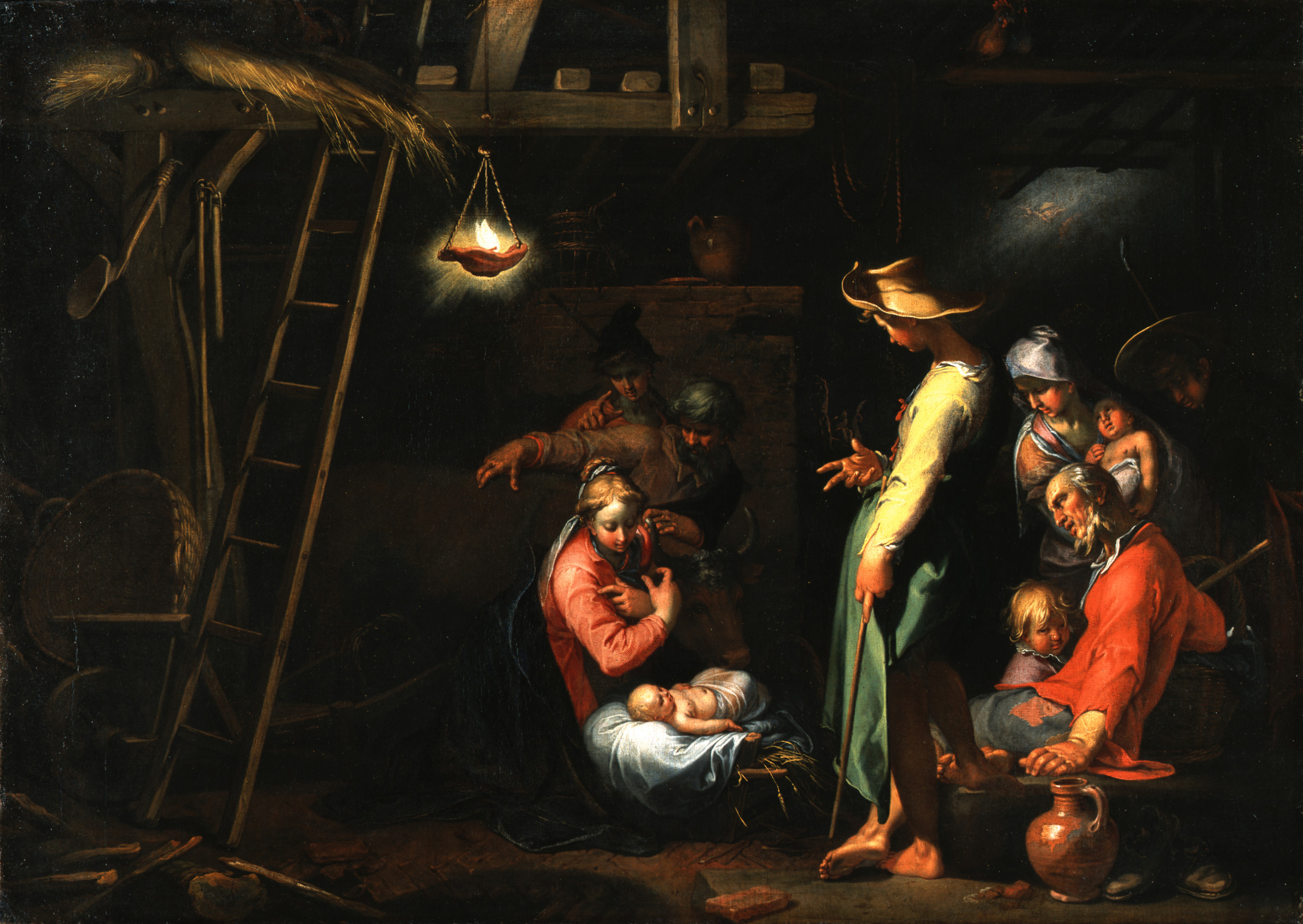
Поклонение пастухов. Между 1600 и 1609 гг. Холст, масло. Берлинская картинная галерея
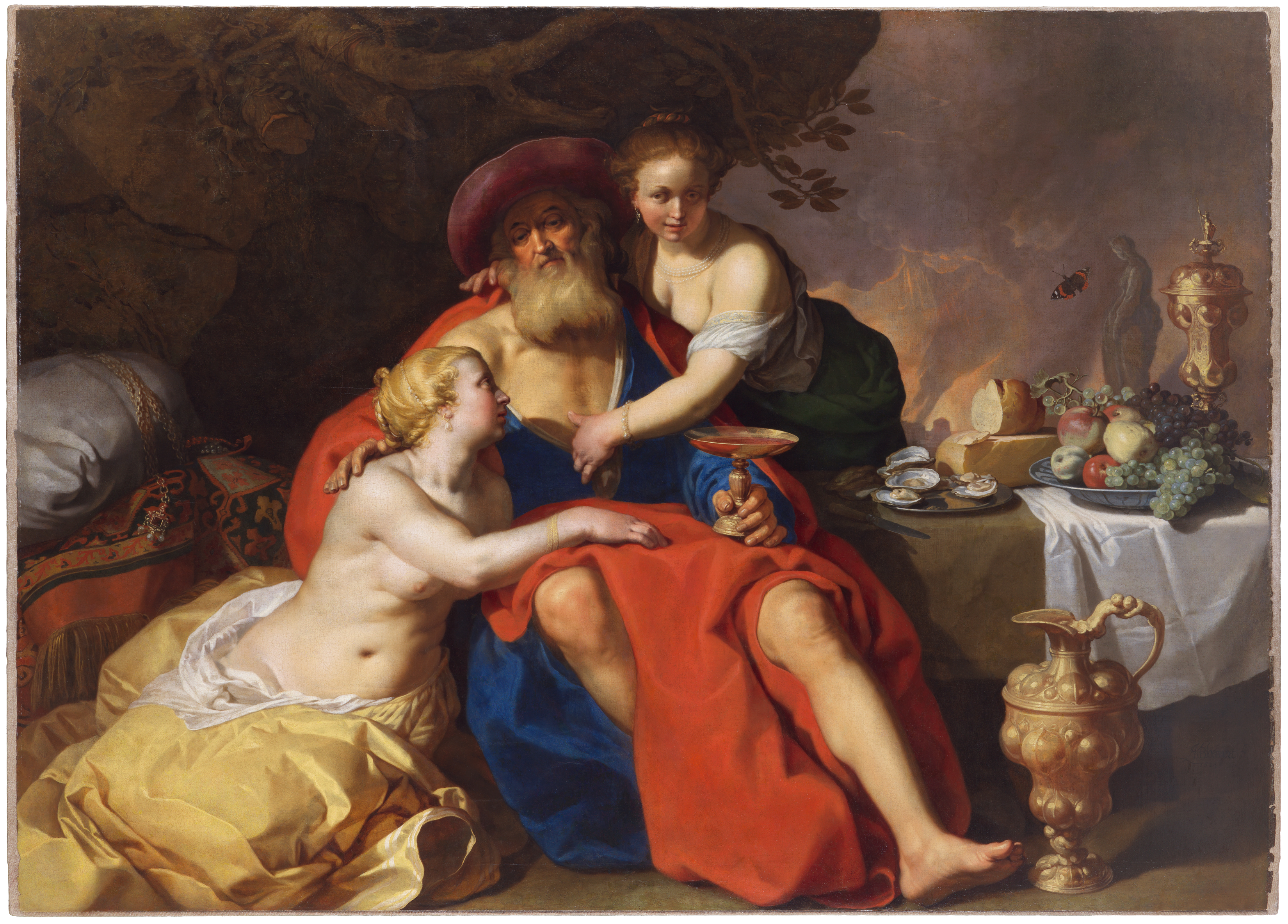
Лот с дочерьми. 1624. Холст, масло. Частное собрание
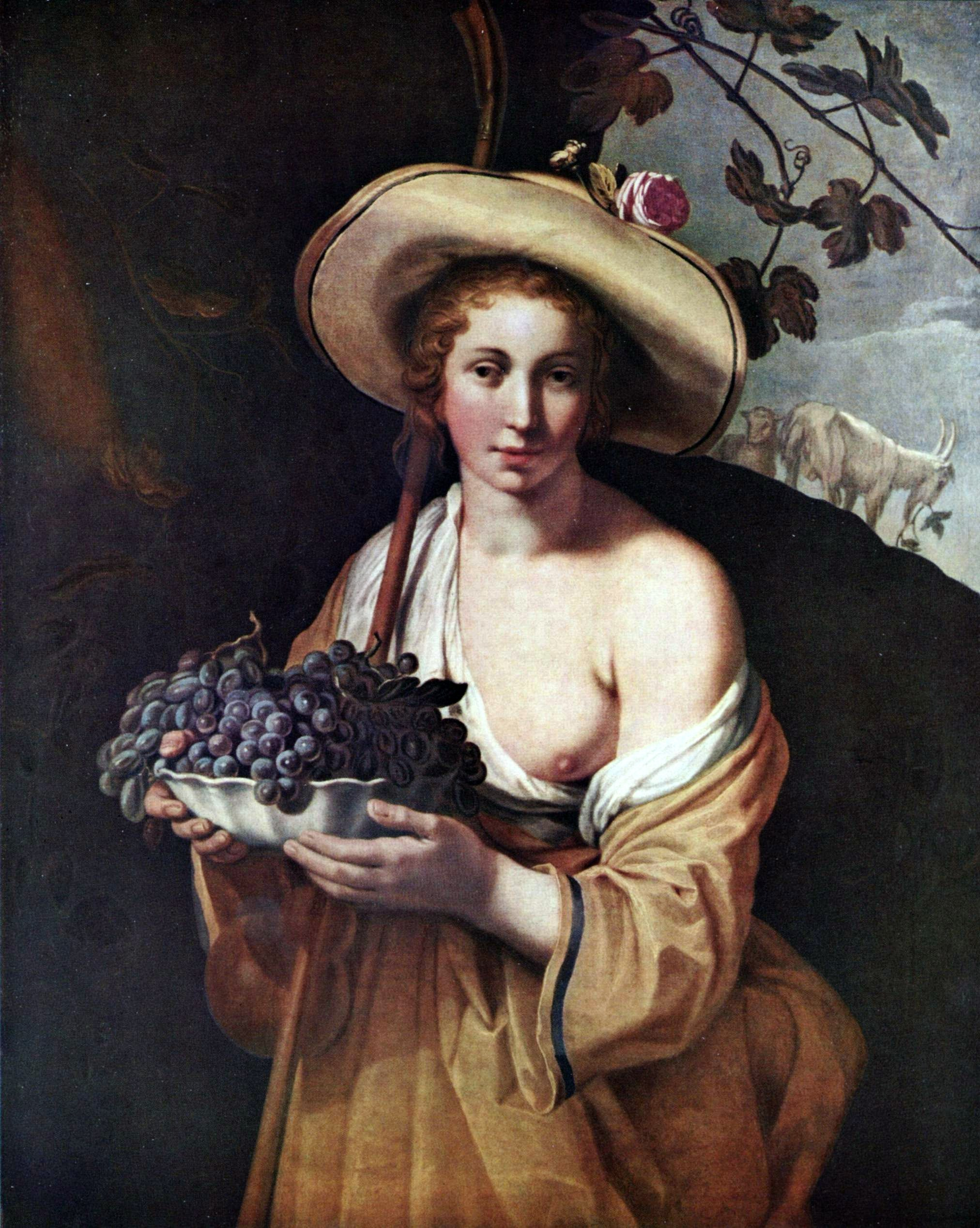
Пастушка. 1628. Холст, масло. Кунстхалле, Карлсруэ
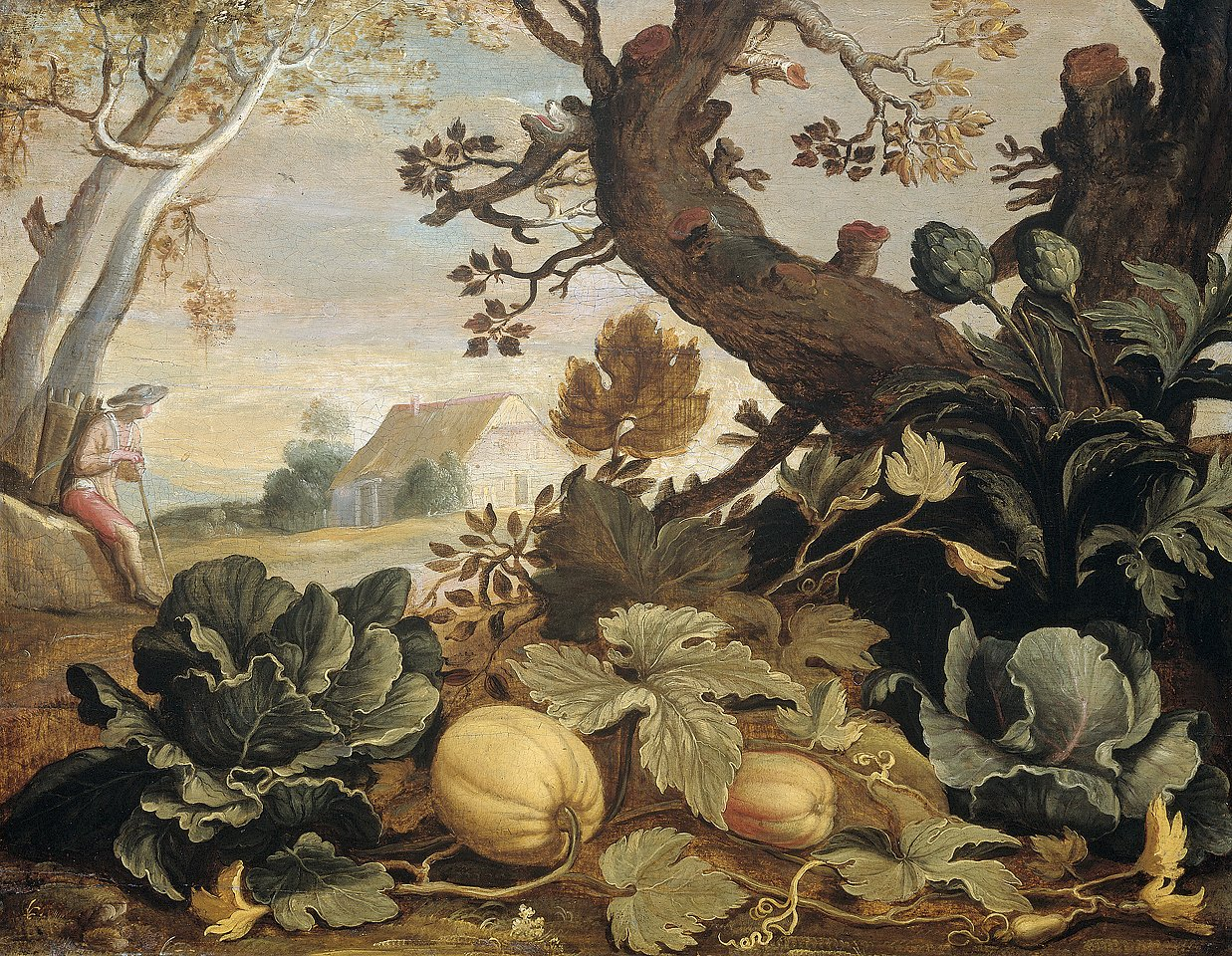
Пейзаж с фруктами и овощами на переднем плане. Между 1614 и 1700 гг. Холст, масло. Рейксмюсеум, Амстердам
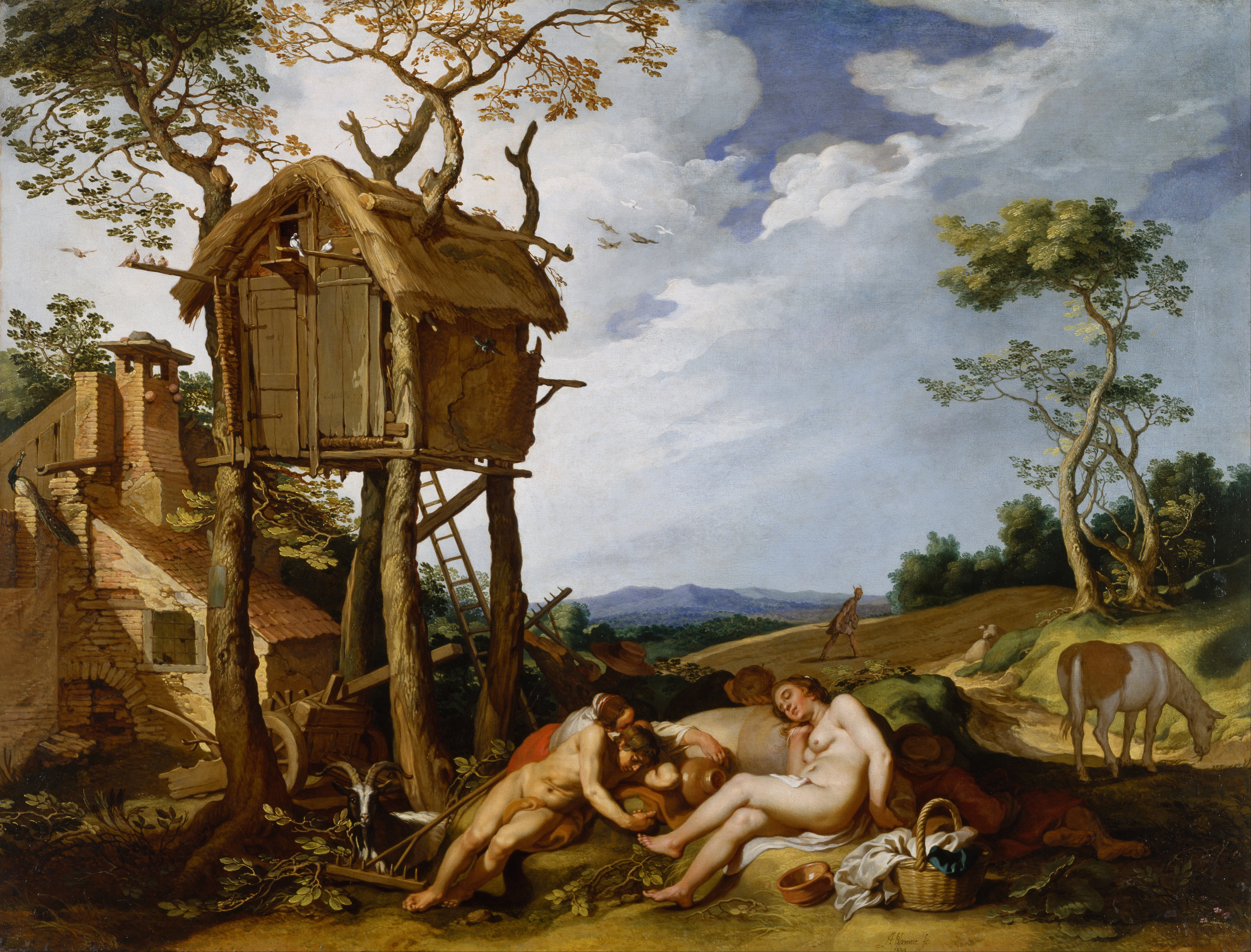
Притча о добром семени и о плевелах. 1624. Холст, масло. Художественный музей Уолтерса, Балтимор, США
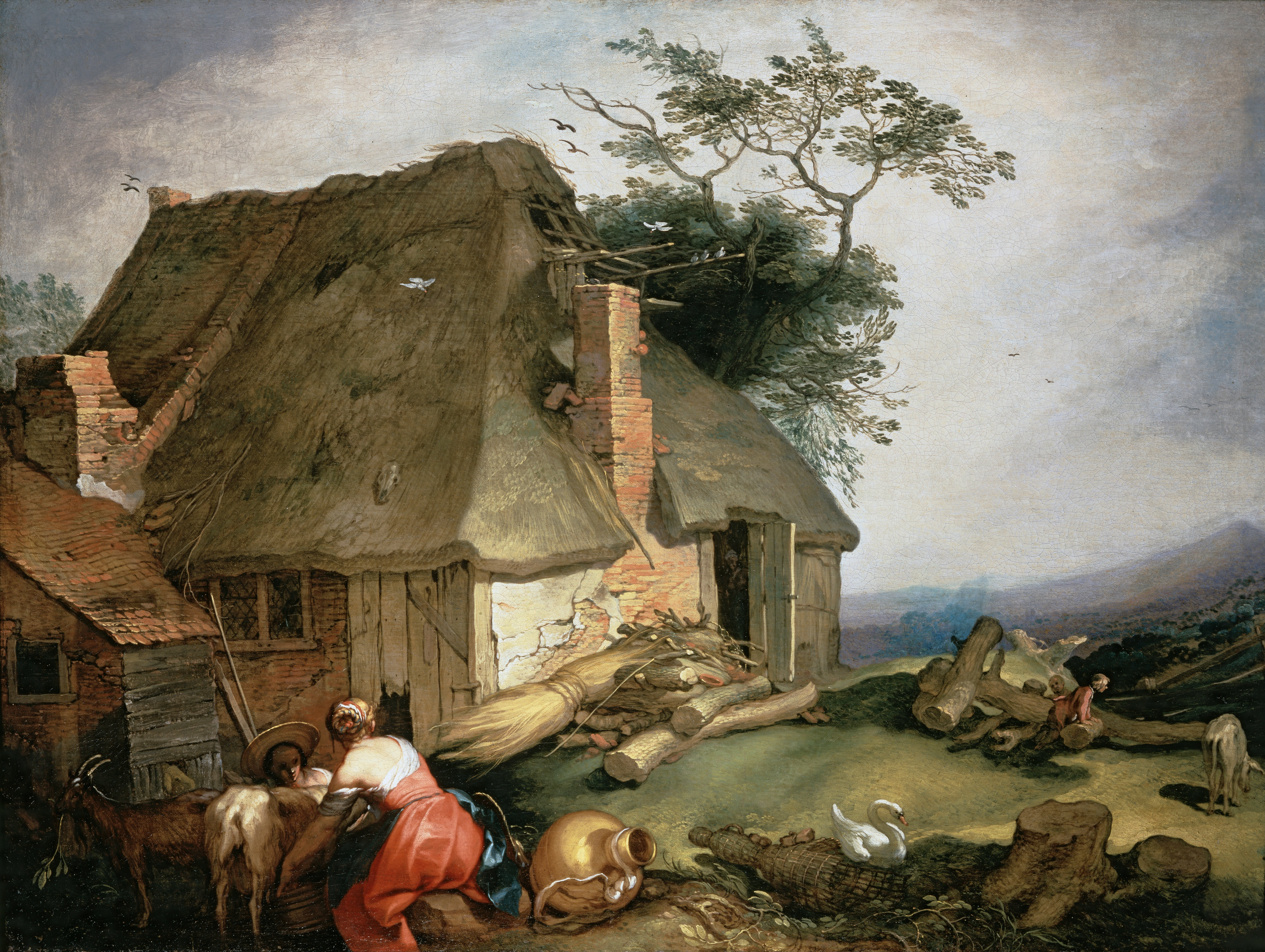
Сельский дом с крестьянами, доящими коз. Ок. 1620. Холст, масло. Частное собрание
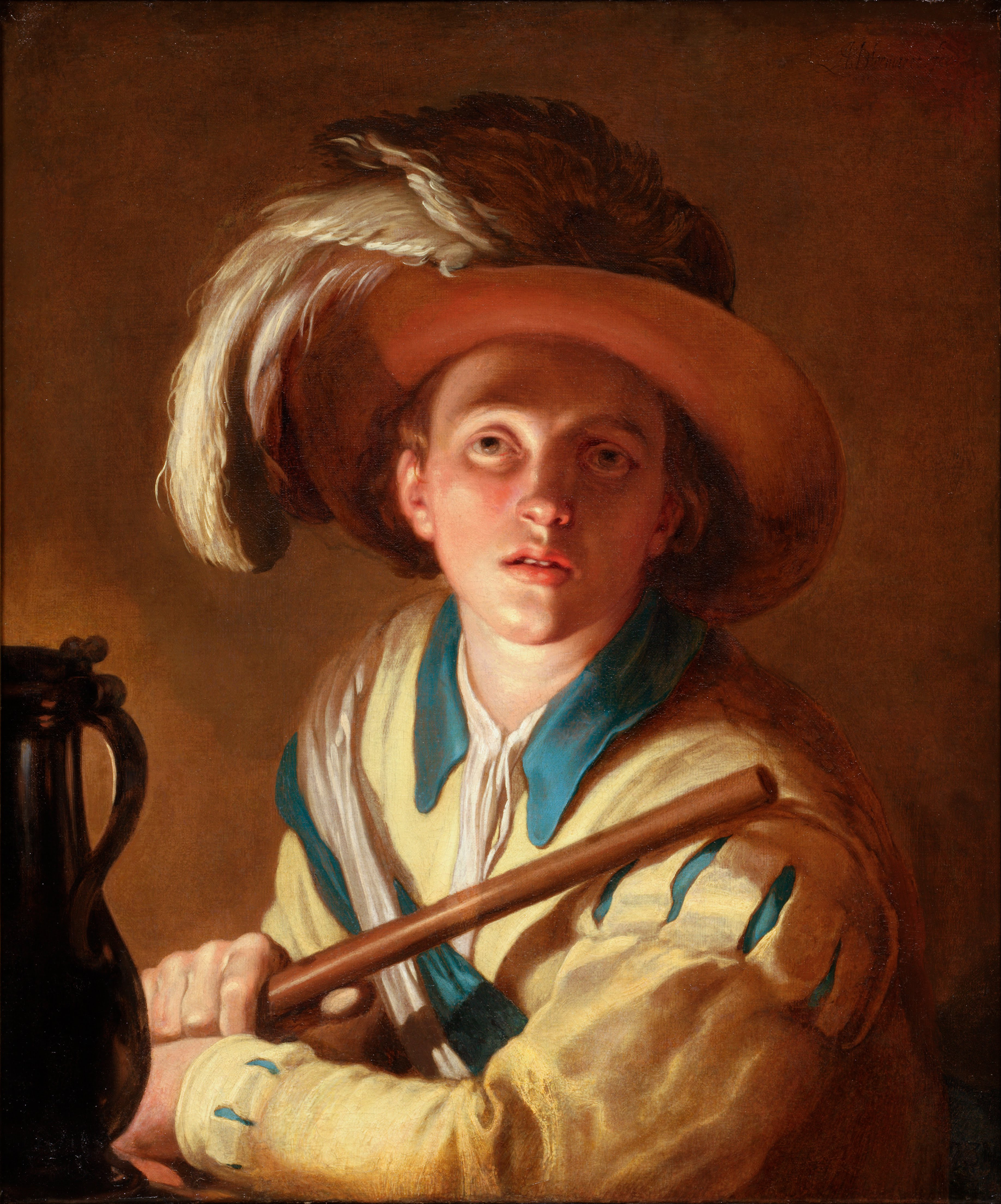
Флейтист. 1621. Холст, масло. Центральный музей, Утрехт
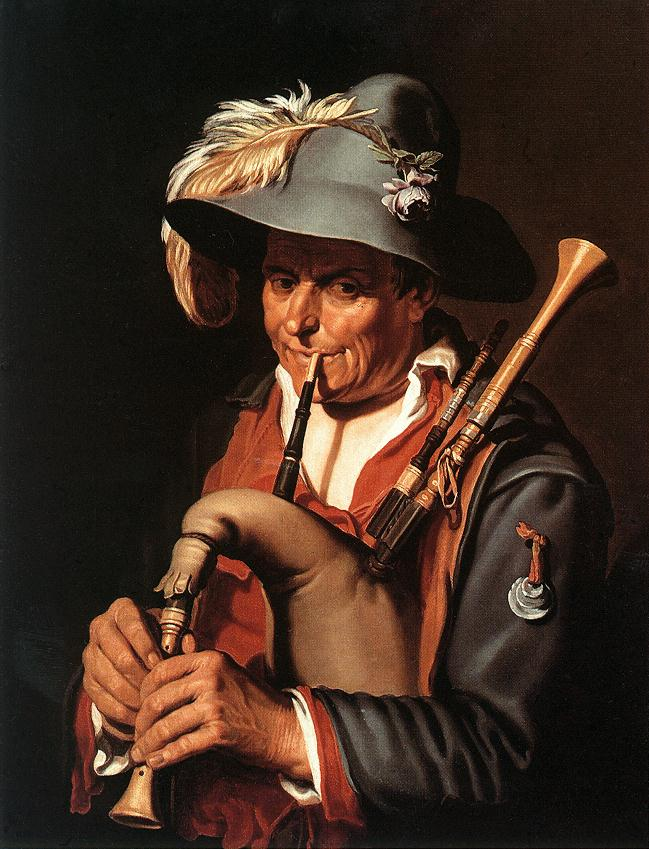
Волынщик. 1625-1630. Холст, масло. Галерея Резиденции, Зальцбург
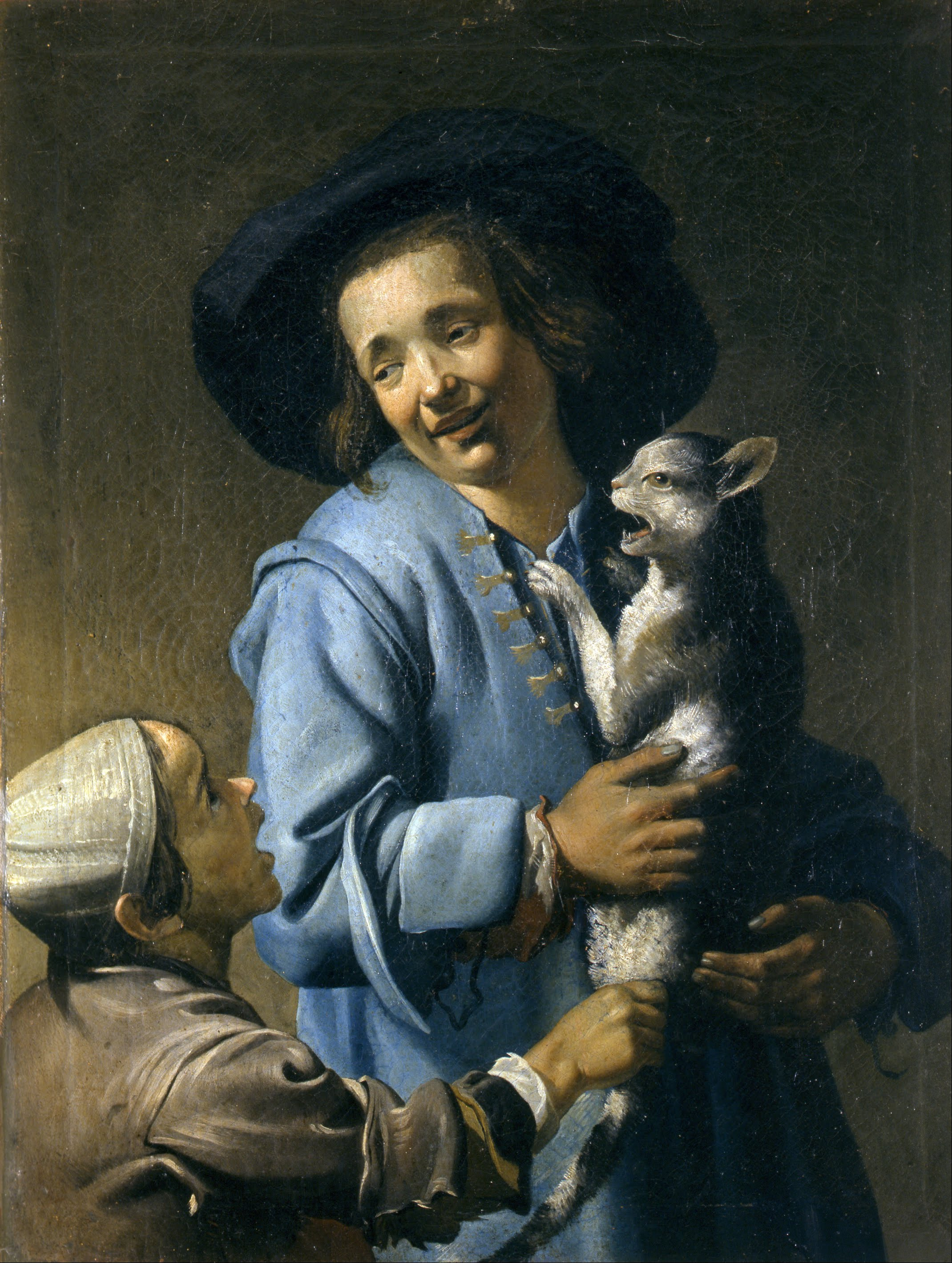
Юноша, играющий с кошкой. Ок. 1623. Холст, масло. Фонд музеев Сиены, Италия